# Chichá do Largo do Arouche

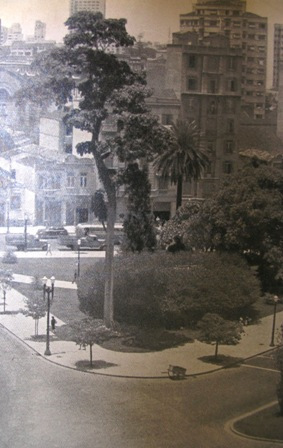
O chichá em 1940

O Chichá  do Largo do Arouche é uma árvore centenária da cidade de São Paulo, localizada tal como seu próprio nome indica no Largo do Arouche. A árvore é um chichá de cerca de 30 metros de altura e 1 metro de diâmetro de tronco e sua primeira fotografia data de 1940. Em 2013 este exemplar era considerado a terceira árvore mais antiga da cidade de São Paulo.
O Chichá do arouche caiu em 12 de março de 2025 após fortes chuvas que atingiram São Paulo, as chuvas atingiram principalmente a região Central de São Paulo.

## História
O chichá nasceu provavelmente no século 19, na então propriedade do General José Toledo de Arouche Rendon.